# Psammocinia maorimotu
Psammocinia maorimotu är en svampdjursart som beskrevs av Cook och Patricia R. Bergquist 1998. Psammocinia maorimotu ingår i släktet Psammocinia och familjen Irciniidae. Inga underarter finns listade i Catalogue of Life.